# Pico da Caldeirinha

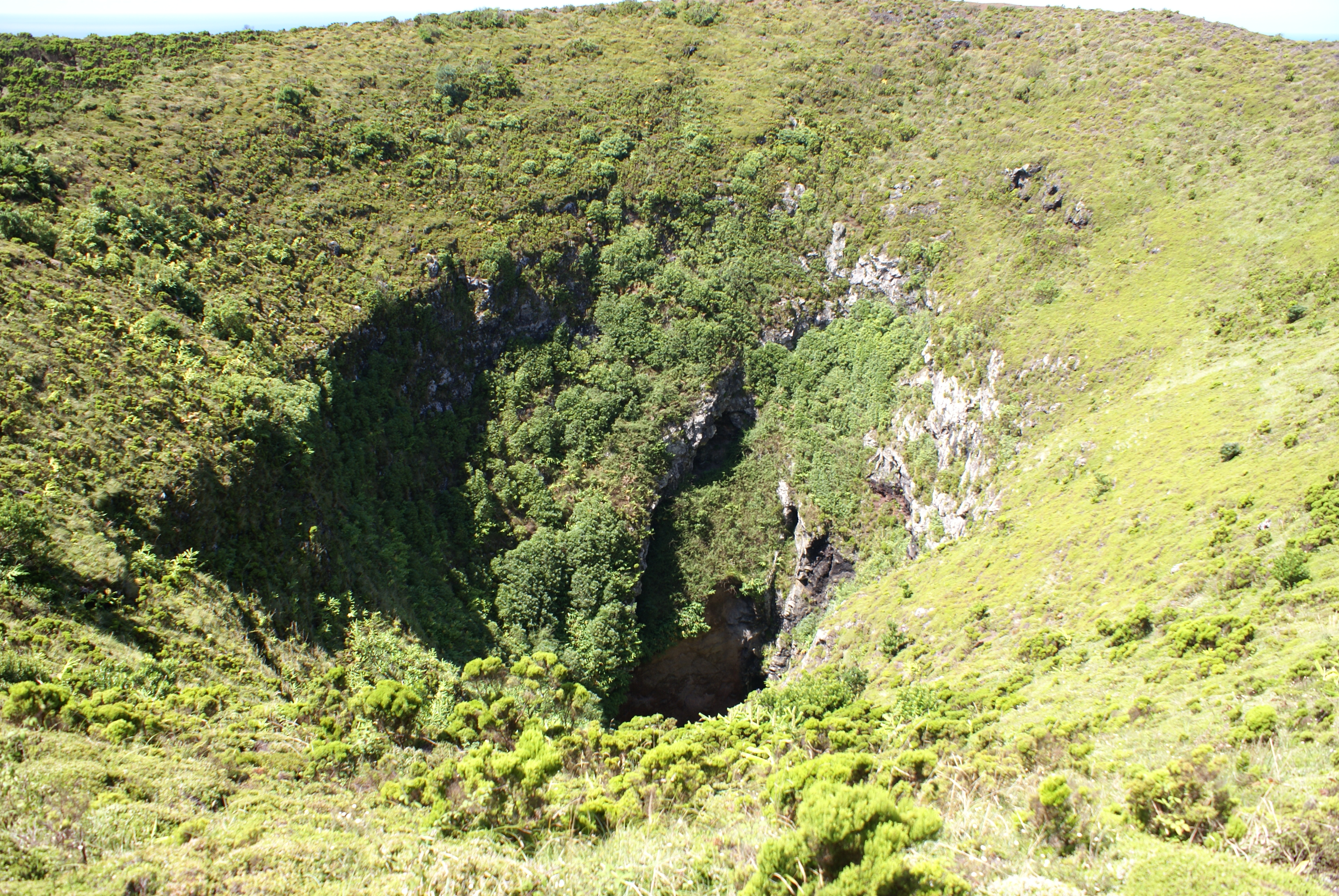
Pico da Caldeirinha, pormenor da cratera.

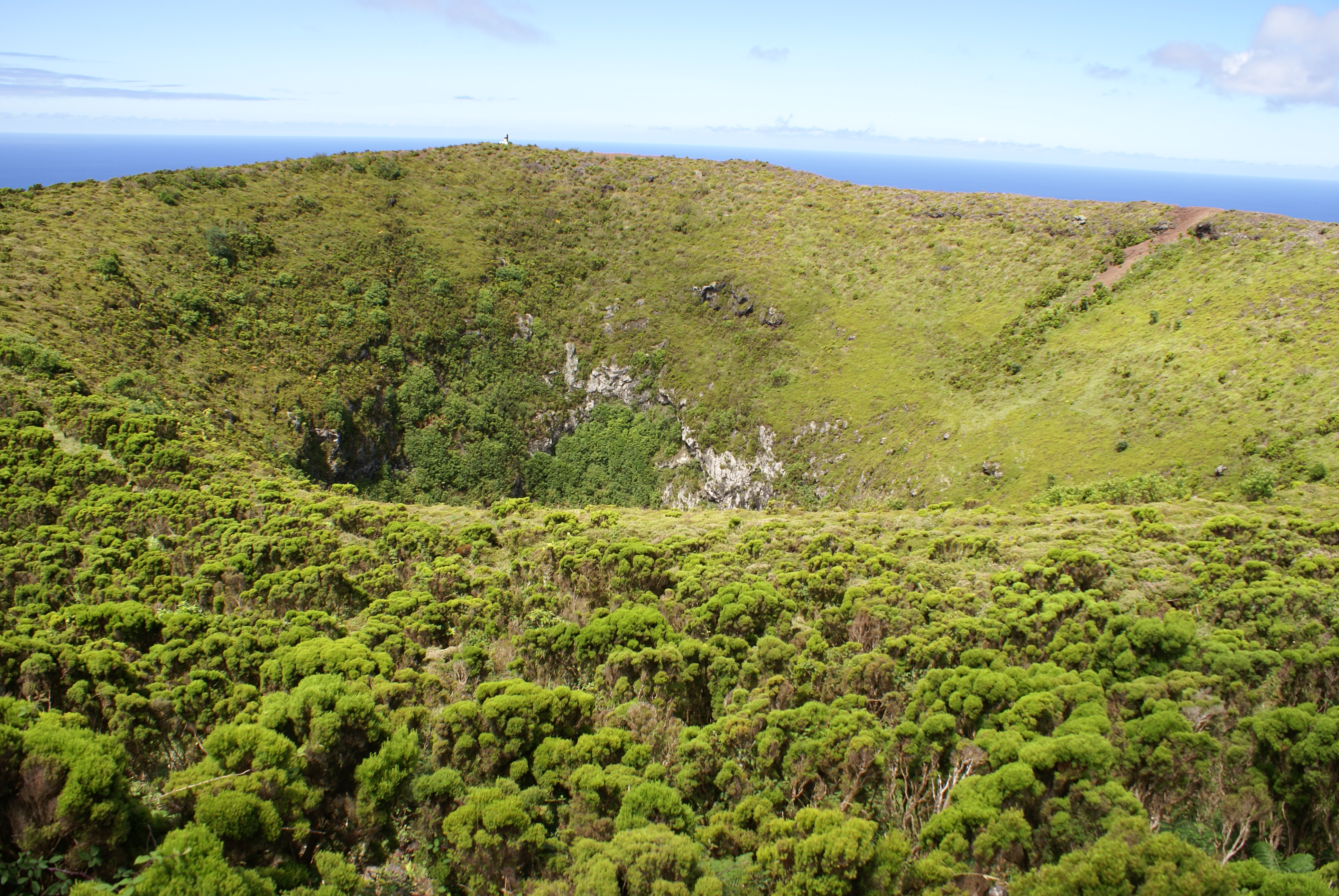
Pico da Caldeirinha, cratera.

O Pico da Caldeirinha por vezes também denominado simplesmente por Caldeirinha é uma elevação portuguesa localizada na freguesia de Guadalupe, no concelho de Santa Cruz da Graciosa, ilha Graciosa, arquipélago dos Açores.
Este acidente geológico tem o seu ponto mais elevado a 360 metros de altitude acima do nível do mar. Próxima a esta formação encontra-se o Complexo da Serra Dormida, além dos lugares de Tanque e de Manuel Gaspar.